# Jeannette Deweirder
Jeannette Deweirder, née Jeannette Barbier le 23 avril 1932 à Mandeure et morte le 7 avril 2020 à Lille, est une syndicaliste, féministe et femme politique française. Membre de l'Union des femmes françaises, elle est maire-adjointe de Stains de 1989 à 1995, chargée de l'urbanisme et de l'environnement.

## Biographie
Jeannette Barbier naît dans une famille ouvrière, dans un milieu proche du catholicisme ouvrier. Elle grandit dans le Doubs puis le Nord.

## Carrière syndicale et politique
Ouvrière à l'âge de 15 ans dans le Nord, elle s'investit dans le syndicalisme au sein de la CFTC et de la Jeunesse ouvrière catholique féminine de 1948 à 1959, comme responsable de la fédération Lille-Nord. Elle cesse de travailler en usine à la naissance de son premier enfant en 1960 mais s'investit dans la vie associative.
Jeannette Deweirder adhère au Parti communiste en 1975,. Membre de l'Union des femmes de France, elle s'investit dans les instances nationales : elle est membre du comité national de 1973 à 1991 et du bureau national de 1974 à 1989.
À Stains, elle fait partie des fondatrices de l'association Femmes dans la Cité. La municipalité la charge en 1986 d'une mission d’accompagnement social (alphabétisation, couture…) dans le quartier du Clos Saint-Lazare. Lors des élections de 1989, elle est élue conseillère municipale, adjointe chargée de l'urbanisme et de l'environnement.

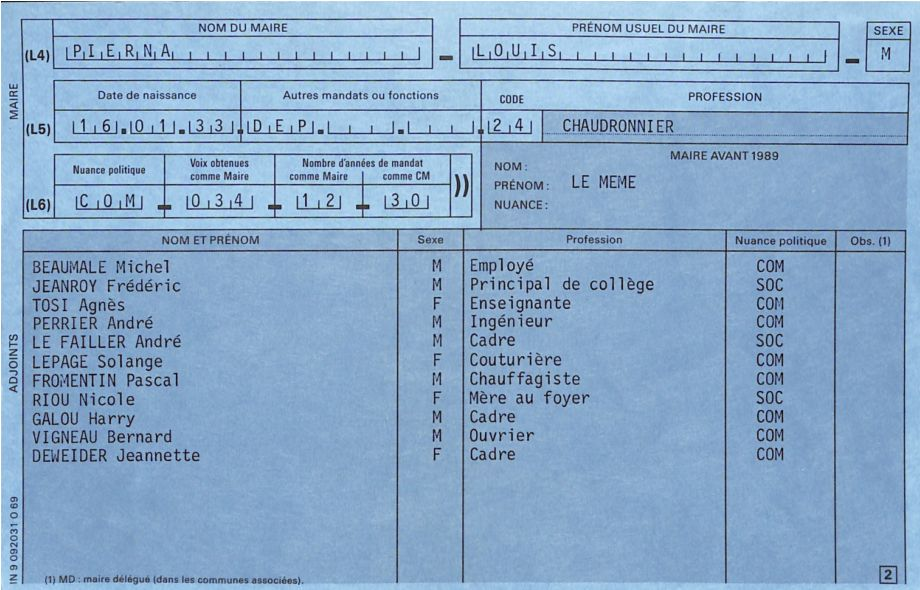
Composition du conseil municipal de Stains, 1989-1995